# Gerald Woehl
Gerald Woehl, född 1940, är en tysk orgelbyggare i tredje generationen.
Hans lärare har varit Walter Haerpfer, konstnärlig ledare vid Manufactur de Grand-Orgues de la Lorraine i Lorraine i Frankrike, Georges L’Hôte, författare och frilansande orgelbyggare, samt Günter Späth, tecknare, målare och skulptör i Marburg.
1981 fick Woehl diplom som instrumentrestauratör. Han blev medlem av Verband der Restauratoren. Samma år grundade han tillsammans med cembalo- och klaverbyggaren Monika May en firma för instrumentrestaurationer av historiska klaverinstrument. Sedan 2003 har han ytterligare en verkstad i parken Sanssouci i Potsdam.
För hans eget arbete är mötet på 1960-talet med den franska orgeltraditionen viktigt. Bygget av den stora Bach-orgeln i Thomaskyrkan i Leipzig år 2000 ledde till ett helt nytt perspektiv på Bachs musikaliska kreativitet och orgelbyggnadskonsten i centrala Tyskland.[källa behövs] I synnerhet intresserar honom det stora inflytande Johann Sebastian Bachs musik haft på den nutida musiken, i synnerhet Olivier Messiaens orgelverk.
Under ledning av Woehls firma Orgelbauwerkstatt Woehl har byggt en orgel i konserthuset Studio Acusticum i Piteå.